# Бистріївка (Житомирський район)
Бистрі́ївка — село в Україні, у Радомишльській міській територіальній громаді Житомирського району Житомирської області. Розташоване у 8 кілометрах на південний захід від Радомишля, вздовж річки Бистріївки. Кількість населення становить 51 особу (2001). До 1939 року — хутір.

## Населення
У 1900 році на хутрі проживало 9 осіб, з них: чоловіків — 3, жінок — 6; дворів — 1.
Відповідно до результатів перепису населення СРСР, кількість населення, станом на 12 січня 1989 року, становила 51 особу, станом на 5 грудня 2001 року, відповідно до перепису населення України, кількість мешканців села становила 51 особу.

## Історія
В кінці 19 століття — власницький хутір Кичкирівської волості Радомисльського повіту Київської губернії; відстань до повітового центру, м. Радомисль, де знаходилася також найближча поштово-телеграфна та поштова (земська) станції, становила 8 верст, до найближчої залізничої станції, Житомир, 44 версти, до пароплавної станції в Києві — 98 верст. Господарство велося за трипільною системою обробітку ґрунту. Землі — 571 десятина, належала Л. М. Гижицькому, в котрого орендував В. С. Ільїнський.
У 1923 році увійшов до складу новоствореної Верлооцької (згодом — Верлоцька) сільської ради, котра, від 7 березня 1923 року, стала частиною новоутвореного Радомишльського району Малинської округи. У 1939 році віднесений до категорії сіл. З 30 грудня 1962 року до 4 січня 1965 року перебувало в складі Малинського району Житомирської області.
16 травня 2017 року увійшло до складу Радомишльської міської територіальної громади Радомишльського району Житомирської області. Від 19 липня 2020 року, разом з громадою, в складі новоствореного Житомирського району Житомирської області.